# Стрельба возле здания ФСБ в Москве
Стрельба возле здания ФСБ в Москве — событие, произошедшее 19 декабря 2019 года возле главного здания ФСБ в Москве. В результате стрельбы по официальным данным трое человек (включая стрелявшего) погибли и пятеро получили ранения.

## Личность стрелка
Житель подмосковного Подольска Евгений Фатихович Манюров. Родился 16 апреля 1980 года. Закончил Российскую академию правосудия и посещал курсы в Высшей школе экономики. Манюров возглавлял в Подольске в 2014—2015 годах микропредприятие (как индивидуальный предприниматель), работая в области права и занимаясь консультациями по вопросам коммерческой деятельности и управления (согласно данным ЕГРЮЛ).
По некоторым данным Евгений Манюров по крайней мере некоторое время был активным членом политического движения НОД, возглавляемого депутатом Госдумы от «Единой России» Евгением Фёдоровым.
Кроме этого, он участвовал в соревнованиях Московского городского стрелково-спортивного клуба ДОСААФ. В ноябре 2019 года Манюров занял третье место на соревнованиях. Он жил с матерью и своей бабушкой в Подольске, работал в последнее время охранником. По словам его матери, Манюров не имел близких друзей, ни с кем особо не общался и не состоял в отношениях. Соседи отзывались о нём как о тихом и спокойном человеке.
Следствие обвинило этнонационалистическую организацию «Этническое Национальное Объединение» в причастности к стрельбе. Как пишет издательство «Фонтанка» — «ФСБ уверена — ликвидированный Евгений Манюров входил в столичную ячейку нового учения „ЭНО“. Как стало известно „Фонтанке“ 22 декабря, оперативники Центра „Э“ и Службы по защите конституционного строя и борьбе с терроризмом УФСБ по Петербургу и Ленобласти нанесли визит 40-летнему петербуржцу Дмитрию Боброву, в прошлом известному как Шульц-88»
В свою очередь, ЭНО опровергло свою причастность к происшествию

## Ход событий
В четверг 19 декабря 2019 года около 18 часов Евгений Манюров, находясь около приёмной ФСБ на Лубянке, открыл стрельбу по сотрудникам ФСБ из полуавтоматического карабина «Сайга». Шестеро людей были ранены, впоследствии один из них скончался в больнице. Услышав выстрелы, прохожие разбежались, водители стали выбегать из своих автомобилей. Однако часть людей, приняв стрельбу за звуки фейерверка или строительных работ, не стала бежать. Некоторые люди, поняв, что это стрельба, всё же остались наблюдать за происходящим.
Манюров добежал до площади Воровского, где в перестрелке убил дежурившего на ней сотрудника спецкомендатуры ФСБ, одетого в форму сотрудника ГИБДД, и попытался скрыться в Фуркасовском переулке. Сотрудники полиции оцепили район стрельбы.
Прибывшие на место стрельбы сотрудники Росгвардии и полиции заняли позиции и отследили стрелка, который спрятался за колонной, после чего открыли огонь по нему. Четвёртым выстрелом стрелок был убит. В рюкзаке нападавшего была обнаружена граната. По данным некоторых СМИ, при обысках в его квартире нашли семь единиц оружия. Данное оружие было официально зарегистрировано на Евгения Манюрова.

## Реакция
Первоначально пресс-служба ФСБ сообщала об одном стрелявшем, затем о трёх, которые якобы напали на приёмную ФСБ. По этим сообщениям, двое были убиты на месте, ещё один выбежал на улицу, где стал отстреливаться. Позже в пресс-службе заявили, что нападавший был один.

## Последствия
В январе 2020 года были уволены 5 сотрудников ФСБ «с хорошими должностями», способствовавшие производству любительских кадров со стрельбой, сделанных из помещений ФСБ.